# Torneo de Bad Homburg 2022
El Bad Homburg Open 2022 fue un torneo de tenis jugado en canchas de césped al aire libre. Fue un torneo que pertenece a la categoría WTA 250 en el WTA Tour, fue la 2.ª edición del evento. El evento tuvo lugar en el TC Bad Homburg en Bad Homburg del 19 al 25 de junio.

## Cabezas de serie

### Individuales femenino
| Tenista              | Ranking | Preclasificada |
| Daria Kasatkina      | 12      | 1              |
| Belinda Bencic       | 17      | 2              |
| Angelique Kerber     | 18      | 3              |
| Simona Halep         | 20      | 4              |
| Veronika Kudermetova | 24      | 5              |
| Amanda Anisimova     | 25      | 6              |
| Martina Trevisan     | 28      | 7              |
| Liudmila Samsonova   | 29      | 8              |
| Alizé Cornet         | 34      | 9              |

- Ranking del 13 de junio de 2022.[2]

### Dobles femenino
| Tenista                            | Ranking | Preclasificada |
| Eri Hozumi Makoto Ninomiya         | 79      | 1              |
| Alicja Rosolska Erin Routliffe     | 80      | 2              |
| Nadiia Kichenok Raluca Olaru       | 102     | 3              |
| Kaitlyn Christian Lidziya Marozava | 116     | 4              |

## Campeones

### Individual femenino
Caroline Garcia venció a  Bianca Andreescu por 6-7(5-7), 6-4, 6-4

### Dobles femenino
Eri Hozumi  /  Makoto Ninomiya vencieron a  Alicja Rosolska   /  Erin Routliffe por 6-4, 6-7(5-7), [10-5]